# Les Cavaliers de l'orage
Les Cavaliers de l'orage je francouzský hraný film z roku 1984, který režíroval Gérard Vergez podle vlastního scénáře.

## Děj
Polská lékařka Marie Castaingová je manželkou majora Castainga, důstojníka kavalérie v Haute Provence. Jason, pašerák a jeho mladší bratr Ange, jim každoročně poskytují koně. V roce 1914 odejde Jason do války poté, co si vymění polibek s Marií. V roce 1915 bojuje na východní frontě u Dardanel a setká se s poručíkem Gorianem. Marie, nyní vdova, narukuje jako vojenská lékařka. Ange jí přináší dopis od svého bratra. Oba se rozhodnou Jasona vyhledat.

## Obsazení
| Marlène Jobertová    | Marie Castaing   |
| Gérard Klein         | Jason            |
| Vittorio Mezzogiorno | Gorian           |
| Wadeck Stanczak      | Ange             |
| Pinkas Braun         | plukovník Debars |
| Agnès Garreau        | Émilie           |
| Jerzy Mierzejewski   | otec Marie       |
| Hanns Zischler       | Castaing         |
| Jean Amos            | fotograf         |
| Dominique Besnehard  | kapitán Blott    |
| Rajko Bundalo        | ruský voják      |
| Danci Cvitanovic     | Jasonova matka   |
| Esther Fanton        | dívka            |
| Duan G. Jorgjovski   | Marat            |
| Ivo Jurica           | major Butler     |

## Ocenění
César: nejlepší filmová hudba, nominace v kategorii nejlepší výprava